# 10083 Gordonanderson
10083 Gordonanderson este o planetă minoră (asteroid), cu un diametru de 3,231 km, din centura de asteroizi. A fost descoperită pe 22 august 1990 la Observatorul Palomar de Henry E. Holt. 
Obiectul prezintă o orbită caracterizată de o semiaxă mare de 2,2292511 UAi, o excentricitate de 0,16, o înclinație de 5,01691 ° în raport cu ecliptica.